# الاگور
الاگور (به انگلیسی: Alagur) یک روستا در هند است که در کارناتاکا واقع شده‌است.

## خصوصیات
الاگور ۷٬۰۳۴ نفر جمعیت دارد.